# Hanseviertel

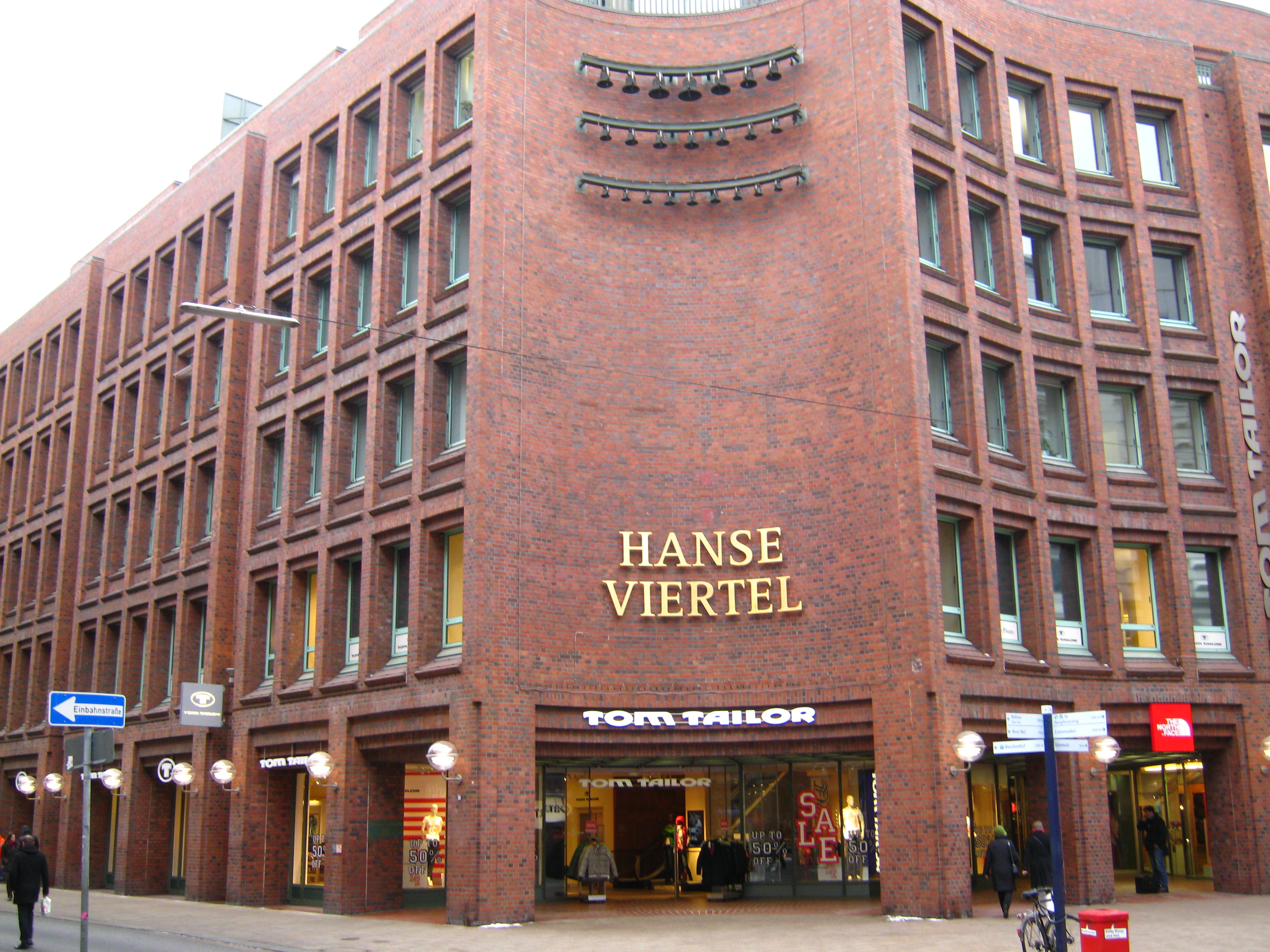
Wejście główne z napisem "POLEN"

Hanseviertel – centrum handlowe w Hamburgu w dzielnicy Neustadt, zostało otwarte 14 listopada 1980 roku. W centrum handlowym znajduje się 60 sklepów o całkowitej powierzchni handlowej 9000 m².
Nad głównym wejściem znajduje się napis "Polen" z ciemnych cegieł na jaśniejszym tle, który stworzyli murarze z Polski, zatrudnieni przy budowie centrum handlowego. Dzisiaj już jednak prawie niewidoczny.